# Predmosti
Predmostì è un importante sito archeologico della Moravia dove sono stati ritrovati resti umani del Paleolitico.

## Scavi
Scavi compiuti in quest'area, detta "dei cacciatori di Mammuth" a causa della grande quantità di resti di questo animale, riportarono alla luce nel periodo compreso tra il 1884 e il 1926 i resti di 29 individui, spesso frammentari e incompleti, quasi completamente persi a causa dell'incendio del castello di Mikulov occorso durante la ritirata dei tedeschi nel 1945. 
Nel 2000 il fossile di una mandibola che apparteneva a questo gruppo di fossili, fu ritrovato nel museo di Olomouc

## Ritrovamenti
L'uomo di Predmost appare dotato di:
- statura assai elevata (180 cm),
- cranio aristencefalo, dolicocefalo e alto a contorno prevalentemente ellissoide,
- orbite basse e rettangolari con arcate sopraorbitarie molto sviluppate  che ricordano quelle neandertaliane e che compaiono (sia pure ridotte) anche nelle donne,
- grosse apofisi mastoidi con scarsa differenziazione sessuale,
- occipite sporgente, ma rotondo,
- naso sottile (meso-leptorrino),
- faccia grande dotata di prognatismo totale simile a Combe-Capelle, con mento prominente.

Gli scheletri chiaramente Homo sapiens, presentano un mosaico di caratteristiche miscelate: 
- cromagnonoidi (statura, orbite, naso, mento, processi mastoidi),
- di Combe-Capelle (testa alta a contorno ellissoidale, prognatismo totale, rilievi sopraorbitari, occipite sporgente e rotondo)
- neanderthaloidi (taluni casi di toro sopraorbitario, faccia grande, qualche caso di toro occipitale, un certo restringimento retrorbirario).

## Ipotesi
- Secondo M.Boule e H.Vallois (1946) il gruppo dovrebbe unito a Combe-Capelle e a Oberkassel, costituendo così una sottovarietà di Cromagnon.
- J.Matiegka (1938) trova che il gruppo presenta caratteristiche in parte neanderthaloidi e in parte cromagnonoidi;
- E.Vliec (1970) considera Predmost come incontro di Cromagnon e Brünn (Brno);
- C.S.Coon (1939) separa Predmost da Cromagnon e l'unisce a Brünn.

In tanta disparità di opinioni un chiarimento può giungere dal confronto del gruppo di Predmost con i reperti palestinesi di Monte Carmelo e soprattutto con Gebel Kafzeh. L'insieme di questi esemplari costituisce un gruppo molto eterogeneo e variamente interpretato la cui politipia copre il confine tra le due forme: Neanderthal e Uomo moderno.
Difatti le somiglianze di dettaglio fra i due gruppi di Predmost e di Palestina (escludendo da quest'ultimo i pochi rappresentati chiaramenti neandethaloidi) sono notevoli.
Si ha pertanto l'impressione che il gruppo di Predmost possa rappresentare in Europa l'equivalente del gruppo palestinese forse interpretabile come effetto di ibridizzazione tra Neanderthal da una parte e Cromagnon oppure Combe-Capelle dall'altra.